# イルザック
イルザック （Illzach、アルザス語:Ìllzig）は、フランス、グラン・テスト地域圏、オー＝ラン県のコミューン。ミュルーズの郊外にある。1798年にフランス共和国に併合されるまでは、ミュルーズ共和国（fr）の一部であった。

## 地理
イルザックは人口において県第4のコミューンである。コミューンは、モダンアイム地区、カトル・セゾン地区、A36道路によってコミューン他地区から切り離されたヴォーバン地区とで構成される。
このコミューンの名称の一部となっているイル川は、イルザシュ内でドレール川と合流する。カトルバシュ川もまたコミューンを横断し、かつてはモダンアイム地区の製粉所に水を供給していた。これらの多くの河川は、イル川の洪水対策の観点からイルザックに流れるようになっている。
イルザックにはA36道路が通じる。鉄道駅はないが、最寄りのミュルーズ中央駅までバスで行くことができる。

## 歴史
この地に人が定住したのは紀元前4世紀頃である。農民は現在のモダンアイム工業団地の場所に、長方形の小屋を建てていた。
ガロ＝ローマ時代のイルザックの名は、ウルンシス（Uruncis）であった。ローマ街道が交差する戦略的な位置にあり、温泉の存在で証明されるように小さな定住地であるウィクス（fr）はそれなりの繁栄をしていた。しかし、この地は外からの侵略の経路でもあった。数回の破壊をへて、4世紀半ばに集落は要塞化された。5世紀半ばにはゲルマン人の補助的な駐屯地であった。
1437年、ミュルーズ共和国はイルザックとモダンアイムの村を3200フローリンで購入した。イルザックはこの出来事で共和制を経験し、フランス革命まではヘルヴェティア連邦と同盟を結んでいた。しかし、ミュルーズを守る城壁の外側にあるために、村々はミュルーズを確保しようとする共和国の貴族たちの争いに苦しめられることになった。イルザックとモダンアイムは数度の破壊を経験している。1444年にはアルマニャック派軍が、1446年には隣接するレギスアイム領主が、1468年と1589年にはハプスブルク家軍が村を侵略した。
1798年、ミュルーズ共和国議会は、最後の議会でフランスへの併合を採決した。イルザックとモダンアイムはフランスのコミューンとなった。
系統的な爆撃を受け続けた末、1945年1月20日、イルザックはドイツ軍の占領から解放された。
伝説に、三人のイルザック住民の話が伝わる。まちの料理屋で飲食した彼らはイル川に出かけ、川面に映った月を手にした傘で釣り上げようとした。この話が見過ごされることはなく、イルザック住民は愛称を「月を釣る者」（pêcheurs de lune）という。

## 経済
コミューン内のナポレオン島には、南アルザス・ミュルーズ商工会議所が管轄する商港がある。他に面積3万平方メートル以上の大規模ショッピング・モールがある。

## 人口統計
| 1962年 | 1968年 | 1975年 | 1982年 | 1990年 | 1999年 | 2006年 | 2008年 |
| ------ | ------ | ------ | ------ | ------ | ------ | ------ | ------ |
| 6688   | 10575  | 14988  | 15396  | 15485  | 14947  | 15015  | 14568  |

参照元:EhessとINSEE